# Zierfandler
Zierfandler oder auch Spätrot ist eine autochthone Weißweinsorte aus Österreich, die fast ausschließlich im österreichischen Weinbaugebiet Thermenregion rund um Gumpoldskirchen angebaut wird.

## Abstammung
Roter Veltliner x und einer traminerähnlichen Sorte.

## Ampelografische Merkmale
- Die Triebspitze ist hellgrün gefärbt, leicht wollig behaart und mit bronziertem Anflug versehen. Die Ranken sind sehr lang.
- Der Rebstock besitzt einen starken, sparrigen, aufrechteren Wuchs.
- Das Blatt ist groß, eher drei- bis fünflappig und wenig gebuchtet. Die Blätter verfärben sich im Herbst schon frühzeitig gelbrot.
- Die Traube ist groß, walzenförmig, dichtbeerig mit mittelgroßen, fleischfarbenen Beeren mit hohem Zuckergehalt (Trockenbeerenbildung).[1]

Reife: spät

## Eigenschaften, Ansprüche
Die Sorte benötigt beste Lagen, ist winterfrostempfindlich, reift spät und ist anfällig gegen Botrytis.
Stellt geringe Ansprüche an das Terroir und verträgt Trockenheit und hohen Kalkgehalt im Boden.

## Ertrag
Die Erträge sind hoch, aber unregelmäßig.

## Wein
Der Zierfandler ist eine spätreifende Sorte. Er liefert extraktreiche Weine, die über ein zartes Aroma und fruchtige Säure verfügen. Zum Aroma tragen Zitrusfrüchte, Ananas- und Maracujatöne bei. Im Verschnitt mit der Sorte Rotgipfler ergibt der Zierfandler unter dem Namen Spätrot-Rotgipfler einen aromatischen, gehaltvollen und bei guter Qualität auch langlebigen Weißwein. Der Spätrot-Rotgipfler, wie auch der Neuburger, war bis in die 1970er Jahre als „Gumpoldskirchner“ auch international beliebt, bis er durch Qualitätsmängel an Marktwert verlor. Seit den 2000er Jahren erleben diese Weine eine Renaissance und Qualitätssteigerung.

## Verbreitung
Im Jahr 2015 betrug die Zierfandler-Anbaufläche in Österreich rund 82 ha, das ist ein Anteil von 0,19 % an der österreichischen Gesamtanbaufläche. Der Großteil der Anbaufläche befindet sich in Niederösterreich in der Thermenregion (76 ha).

## Synonyme
Cilifai, Cilifan, Cilifant, Cirfandler, Cirfandli, Cirifai, Cirifai Piros, Cirifan, Cirifant, Cynifal, Gumpoldskirchener, Gumpoldskirchener Spaetrot, Gumpoldskirchener Spaetroth, Gumpoldskirchner, Kesoei Piros, Kesoen Piros, Keson Piros, Kirmizi Zierfahndler, Nemes Cirfandli, Piros Cirfandli, Piroscirfandli, Raifler, Reifler Rot, Auswendiges Zierfandler, Roter Raifler, Roter Reifler, Roter Zierfandler, Roth Hensch, Rother Raifler, Rother Zierfahndler, Rothhinschen, Rothreifler, Rotreifler, Rubiner, Spaetrot, Spaetroter, Zerjavina, Zerjavina Crvena, Zierfandler, Zierfandler Red, Zierfandler Rosso, Zierfandler Rouge.